# آلوین و سمورچه‌ها: چیپ‌رکد
آلوین و سمورچه‌ها ۳ (به انگلیسی: Alvin and the Chipmunks: Chipwrecked) فیلمی است محصول سال ۲۰۱۱ و به کارگردانی مایک میچل است. در این فیلم شخصیت های انیمیشنی و بازیگران واقعی در کنار هم قرار گرفته اند.
در این فیلم بازیگرانی همچون جنی سلیت، دیوید کراس، جیسون لی، جاستین لانگ، متیو گری گابلر، جسی مک‌کارتنی، آلن تودیک، ایمی پولر، آنا فاریس، کریستینا اپل‌گیت، اندی باکلی ایفای نقش کرده‌اند.
این فیلم قسمت سوم آلوین و سمورچه‌ها است.